# Avtokam
Avtokam (en russe: Автокам) était un constructeur automobile soviétique fondé en 1989 par Grigory Rysin. En 1999, l'entreprise a cessé la production.

## Modèles

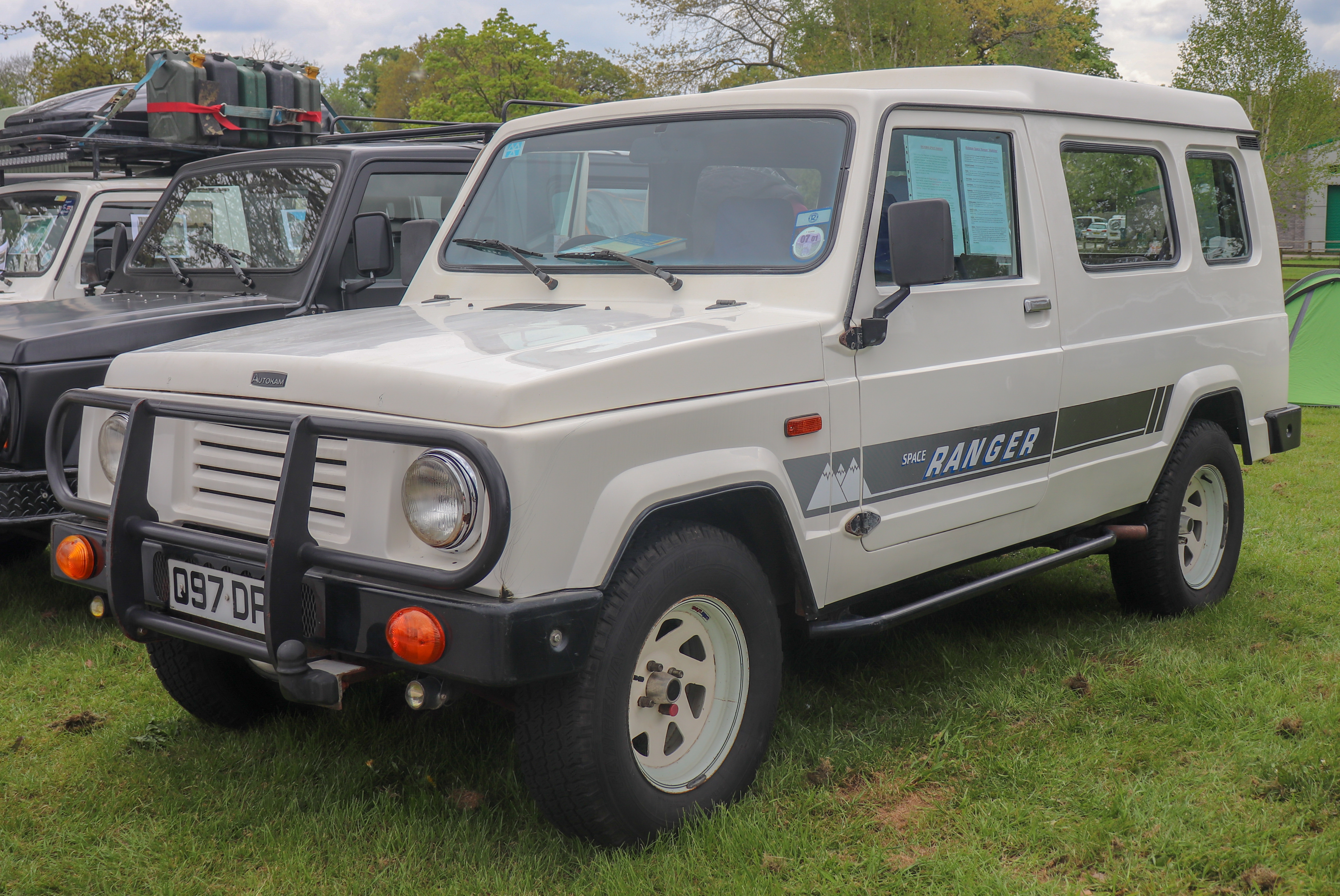
Avtokam 2160

- Avtokam Ranger (1991)
- Avtokam 2160 (1992 - 1999)
- Avtokam Parme (1993)